# Paddles (chat)
Paddles (2016 - 7 novembre 2017) était un chat polydactyle blanc et roux, propriété de la Première ministre néo-zélandaise Jacinda Ardern et de son compagnon. Paddles avait été adopté auprès d'un refuge de la SPCA. Il est devenu une célébrité en tant que « premier chat », après l'entrée en fonction de Jacinda Ardern. Un compte Twitter a même été créé en son nom. Jacinda Ardern a affirmé qu'elle ne savait pas qui avait créé le compte. Paddles interrompit l'appel téléphonique de félicitations du président américain Donald Trump[Quand ?]. 
Paddles a été renversé par une voiture et tué dans la banlieue d'Auckland à Point Chevalier le 7 novembre 2017.